# Росдорф (Нижня Саксонія)
Росдорф (нім. Rosdorf) — сільська громада в Німеччині, розташована в землі Нижня Саксонія. Входить до складу району Геттінген.
Площа — 66,39 км2. Населення становить 11 941 ос. (станом на 31 грудня 2021).